# Verdrag van Alcáçovas

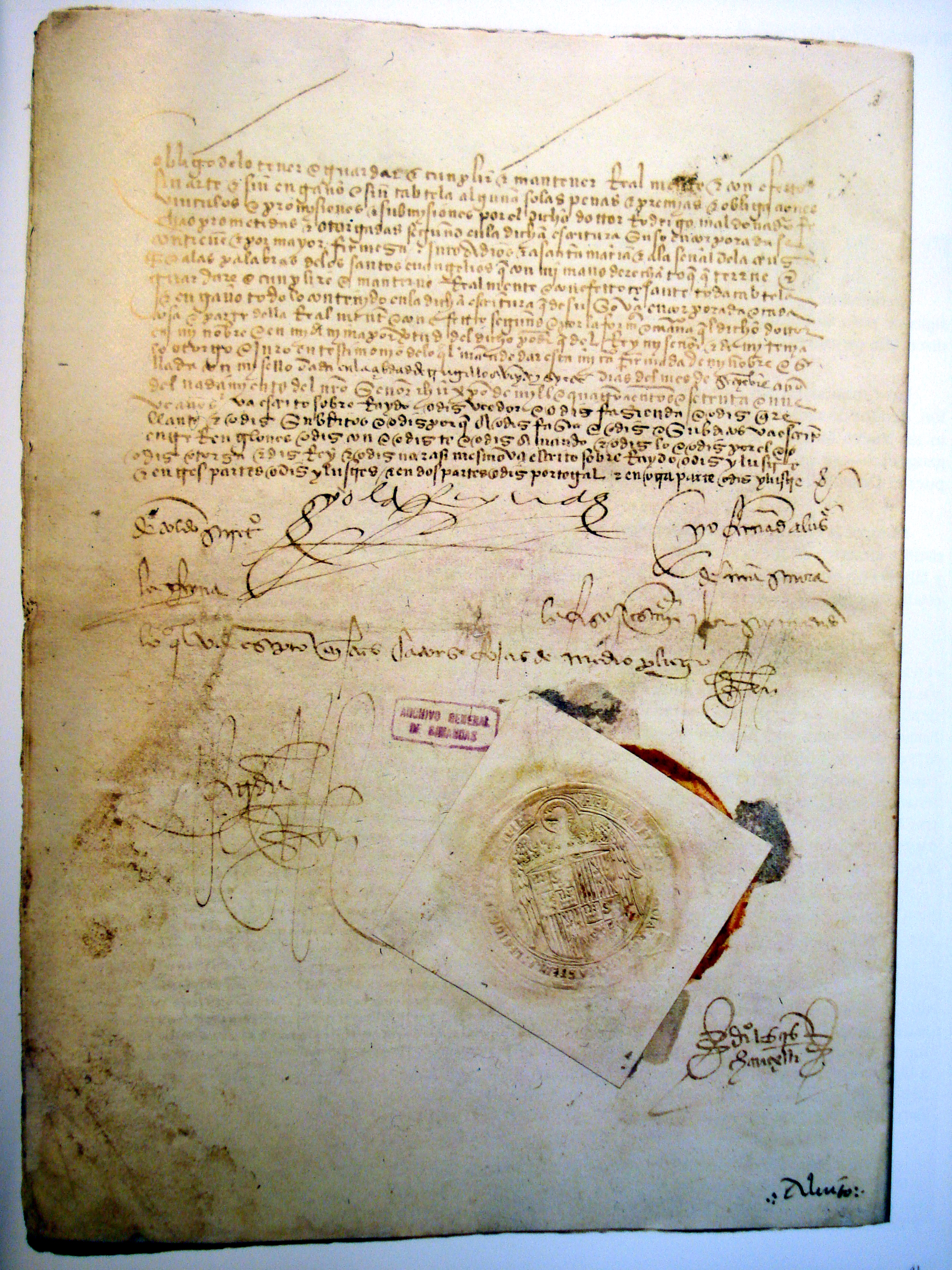
Ratificatie Verdrag van Alcaçovas door Isabel I - Centraal Archief van Simancas (Spanje)

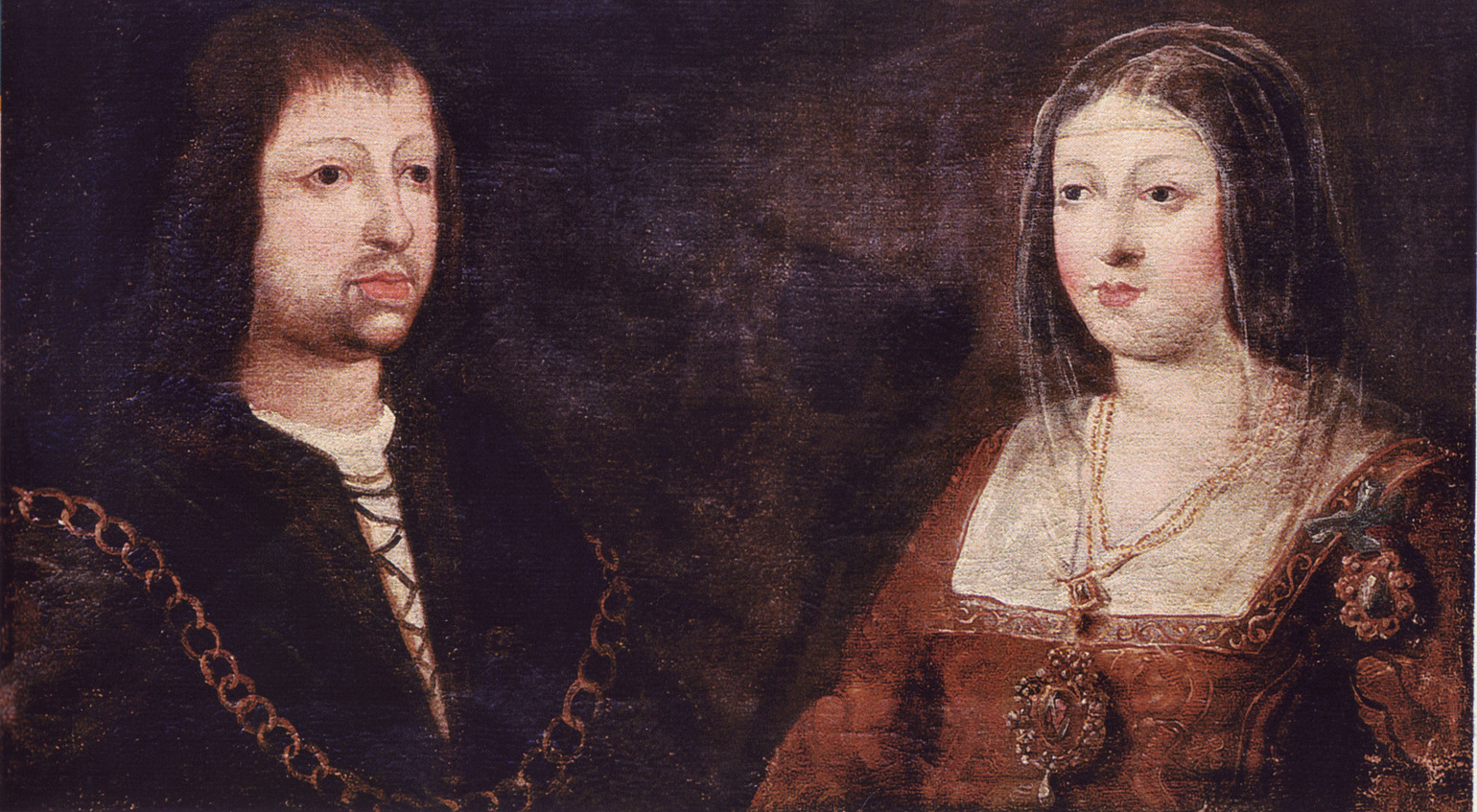
De jonge Isabella van Castilië en Ferdinand van Aragon

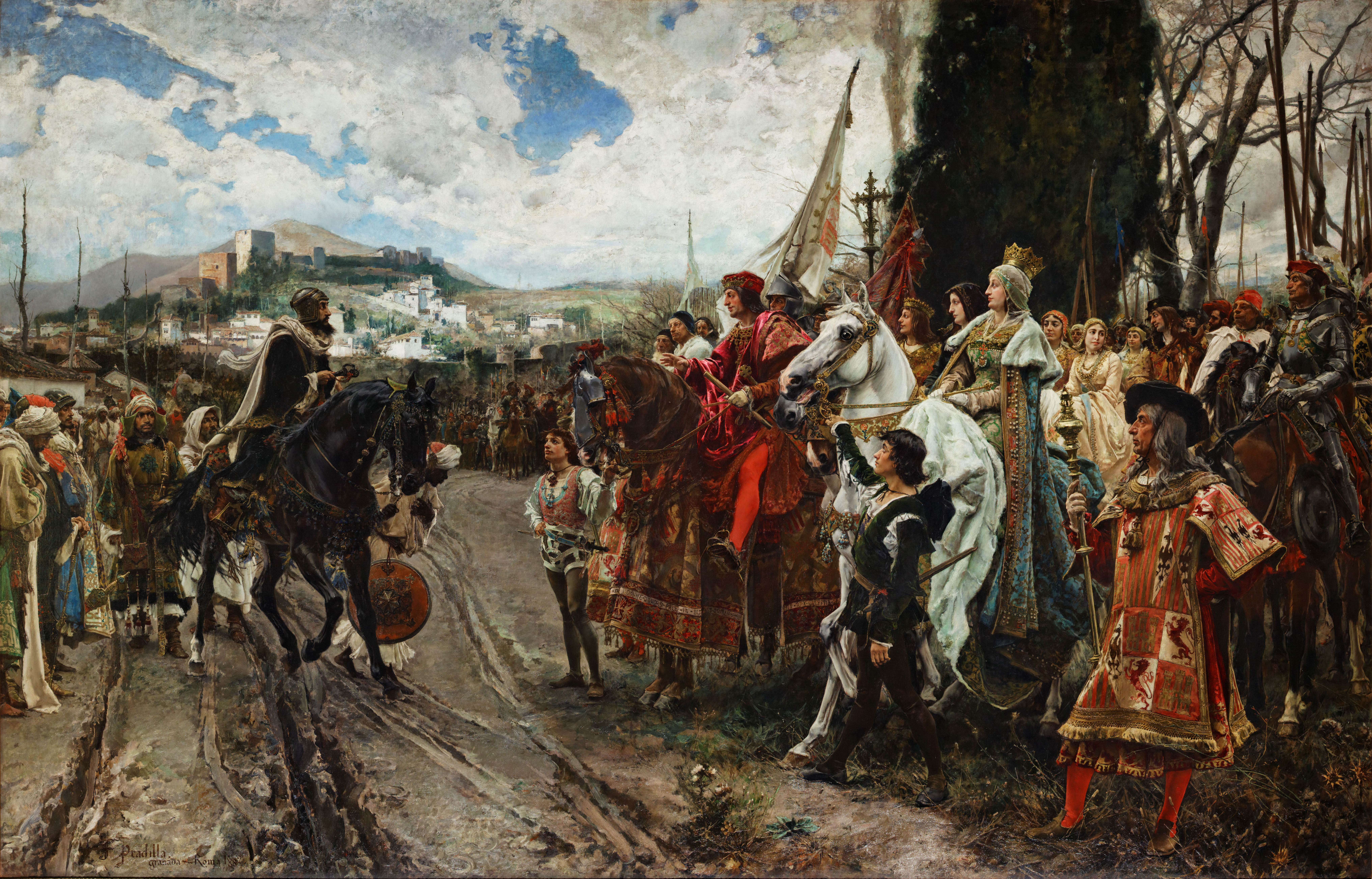
Isabella en Ferdinand als militaire aanvoerders bij de overgave van Granada door Mohammed XII (1492) (La Rendición de Granada van Francisco Pradilla)

Het Verdrag van Alcáçovas ook bekend als Verdrag of Vrede van Alcáçovas-Toledo, was een overeenkomst tussen de koninkrijken van Castilië en Aragón als verdragspartij aan de ene kant en Portugal aan de andere kant, ondertekend op 4 september 1479 in de Portugese stad Alcáçovas, waarmee een oorlog om de opvolging van de troon van het koninkrijk Castillië werd beëindigd en een regeling werd overeengekomen over verdeling van de eigendommen en maritieme rechten van elk van de partijen in de Atlantische Oceaan. De heerschappij over de Canarische Eilanden werd van Portugal overgedragen aan Castilië en Aragon, als compensatie kreeg Portugal andere bezittingen in West-Afrika.
Op 27 september werd het Verdrag bekrachtigd (ratificatie) door de nieuwe koningin Isabella I van Castillië en koning Ferdinand II van Aragon, en in 1480 door de koning van Portugal, koning Alfons V van Portugal en zijn zoon, Prins Johan van Portugal.
Het verdrag is van belang voor de geschiedenis van België en Nederland omdat een van de opvolgende koningen vanaf 1506 ook landsheer van uiteindelijk alle Nederlandse gewesten werd; van 1516 tot 1556 als Karel I koning van Spanje en van 1519 tot 1556 als Keizer Karel V, de Rooms-Duits keizer.

## Achtergrond
In 1474, na de dood van koning Hendrik IV (Enrique), koning van Castilië, ontstond onenigheid over de erfopvolging. Aan de ene kant was er de enige dochter van Enrique IV, Juana la Beltraneja, aan de andere kant was er Isabel la Católica (van Castilië), stiefzuster van koning Enrique. Isabel voerde aan dat Juana geen natuurlijk kind van Enrique was en geen recht had op de troon, ze werd gesteund door haar echtgenoot, koning Ferdinand van Aragon. Juana had de steun van haar verloofde, koning Alfons V van Portugal en een groot deel van de Castiliaanse hoge adel.
Al veel langer speelden er vijandelijkheden op zee tussen de Portugese en Castiliaanse vloten, beiden streden om heerschappij over visserij en minerale rijkdommen van de Atlantische Oceaan. Beide koninkrijken dwongen kooplieden en vissersvloten om belasting te betalen, maar het lag niet vast welk koninkrijk daar werkelijk aanspraak op kon maken. In 1344 eeuw kreeg Luis de la Cerda via de juridische regels van een feodaal stelsel, van Paus Clemens VI de tijdelijke gebruiksrechten over de Fortuna Eilanden, waaronder de huidige Canarische Eilanden.
Ook ging het om de controle over La Mina en Guinee, rijk aan edele metalen als goud, en over de handel in mensen die tot slaaf waren gemaakt.
Op basis van het pauselijk gebruiksrecht, vielen Portugese schepen Castiliaanse schepen aan die waren geladen met goederen uit Guinee.

### Onderlinge verhoudingen
De regerende dynastieën van Castillië, Aragón en Portugal waren op het moment van de oorlog over meerdere generaties meervoudig met elkaar verknoopt. Zo was koning Alfonso V van Portugal de oudste zoon van koning Eduard van Portugal en Eleonora van Aragón (1402-1445); Eleonora was de jongste dochter van prins-regent Ferdinand I van Aragón (1380-1416) en Eleonora Urraca van Castilië (1374-1435). Alfonso was getrouwd Juana een dochter van Hendrik IV van Castillië.

## Oorlog
Koning Hendrik IV van Castilië had als beleid de vijandelijkheden niet te laten escaleren. Na zijn dood organiseerden beide partijen legers te land en te zee en men ging in 1475 een gewelddadige confrontatie aan, bekend geworden als de Castiliaanse successieoorlog. De legers van Isabella waren uiteindelijk sterker op het land en ze won in 1476 een beslissende slag bij Toro. Het Portugese leger was sterker op zee.